# Linda DeScenna
Linda DeScenna (* 14. November 1949 in Warren, Ohio) ist eine US-amerikanische Szenenbildnerin.

## Leben
DeScenna begann ihre Filmkarriere 1977 zunächst beim Fernsehen, wo sie bei den Science-Fiction-Serien The Fantastic Journey und Logan’s Run am Szenenbild arbeitete. 1979 wirkte sie am Science-Fiction-Film Star Trek: Der Film, wofür sie ihre erste Nominierung für den Oscar erhielt. Auch ihre nächste Mitarbeit an einem Science-Fiction-Film, Ridley Scotts Blade Runner, brachte ihr eine Oscar-Nominierung bei. Mitte bis Ende der 1980er Jahre arbeitete sie mehrfach mit Steven Spielberg, für Die Farbe Lila  war sie ein drittes Mal oscarnominiert. Insgesamt war sie fünf Mal für den Oscar nominiert, konnte die Auszeichnung jedoch nie gewinnen.

## Filmografie (Auswahl)
- 1979: Star Trek: Der Film (Star Trek: The Motion Picture)
- 1982: Blade Runner (Blade Runner)
- 1984: Buckaroo Banzai – Die 8. Dimension (The Adventures of Buckaroo Banzai Across the 8th Dimension)
- 1985: Der Falke und der Schneemann (The Falcon and the Snowman)
- 1985: Die Farbe Lila (The Color Purple)
- 1985: Die Goonies (The Goonies)
- 1988: Die Geister, die ich rief … (Scrooged)
- 1988: Rain Man
- 1989: Zurück in die Zukunft II (Back to the Future Part II)
- 1990: Avalon
- 1991: Rocketeer
- 1992: Toys
- 1994: Jimmy Hollywood
- 1995: Ein Geschenk des Himmels – Vater der Braut 2 (Father of the Bride Part II)
- 1996: A Family Thing – Brüder wider Willen (A Family Thing)
- 1997: Der Dummschwätzer (Liar Liar)
- 1997: Mäusejagd (Mousehunt)
- 1998: Patch Adams
- 1999: Galaxy Quest – Planlos durchs Weltall (Galaxy Quest)
- 2002: Im Zeichen der Libelle (Dragonfly)
- 2003: Haus über Kopf (Bringing Down the House)
- 2003: Bruce Allmächtig (Bruce Almighty)
- 2005: Der Babynator (The Pacifier)
- 2005: Deine, meine & unsere (Yours, Mine and Ours)
- 2007: Evan Allmächtig (Evan Almighty)
- 2008: Bedtime Stories

## Nominierungen
- 1980: Oscar-Nominierung für Star Trek: Der Film
- 1983: Oscar-Nominierung für Der Blade Runner
- 1986: Oscar-Nominierung für Die Farbe Lila
- 1989: Oscar-Nominierung für Rain Man
- 1993: Oscar-Nominierung für Toys